# Шумков, Вадим Михайлович
Вади́м Миха́йлович Шумко́в (род. 9 марта 1971, Шастово, Курганская область) — российский государственный и политический деятель. Губернатор Курганской области с 18 сентября 2019 года (врио 2 октября 2018 — 18 сентября 2019).

## Биография
Вадим Михайлович Шумков родился 9 марта 1971 года, в селе Шастово Шастовского сельсовета Варгашинского района Курганской области, ныне село входит в Варгашинский муниципальный округ той же области.
В возрасте 7—8 лет занимался у тренера-преподавателя по боксу Василия Александровича Ковтуна. Для этого ездил на автобусе из с. Шастово в пгт Варгаши 2 или 3 раза в неделю.
В подростковом возрасте жил на севере Томской области, недалеко от города Стрежевой.
По окончании школы поступил в Томский педагогический институт, на факультет иностранных языков. Через три года сменил специальность.
В 1991 году поступил в Томский государственный университет на юридический факультет. После 3 курса начал работать. В ноябре — декабре 1994 года работал экономистом по учету в нефтеюганском филиале Тюменьпрофбанка, а с января по март 1995 года — юрисконсультом управления ценных бумаг АО «Юганскнефтегаз» (актив НК «ЮКОС»).
С апреля 1995 по ноябрь 1998 года последовательно занимал должности помощника президента, юрисконсульта и генерального директора компании «Юганскпромфинко». По назначению Арбитражного суда Ханты-Мансийского автономного округа (ХМАО) с июня 1998 по июнь 2000 года являлся конкурсным управляющим ряда предприятий.
В 1996 году окончил Томский государственный университет по специальности «юриспруденция». Позже обучался в Российской академии государственной службы при Президенте Российской Федерации.
В 1998 году в рамках президентской программы подготовки управленческих кадров обучался в Германии в Экспортной Академии земли Баден-Вюртемберг.
По назначению Арбитражного суда Ханты-Мансийского автономного округа (ХМАО):
- с июня 1998 по июнь 2000 года — конкурсный управляющий АОЗТ «АТО-2»
- с декабря 1998 по январь 2000 года — конкурсный управляющий ООО «Юганскпромфинко»
- с февраля 2001 по май 2002 — внешний управляющий ОАО «Нефтеюганский речной порт»

С июля 2000 по февраль 2001 года состоял юрисконсультом ООО «Торговый дом».
С мая 2002 по март 2003 года — консультант внешнего управляющего, советник внешнего управляющего ОАО «Нефтеюганский речной порт».
С марта по август 2003 года — советник конкурсного управляющего ОАО «Южно-Балыкский газоперерабатывающий завод».
С декабря 2003 по март 2004 года — советник управляющего ООО «Альянс».

### В правительстве Тюменской области
В феврале 2004 года губернатор Тюменской области Сергей Собянин подписал постановление о создании департамента стратегического развития региона. Курировал работу департамента первый заместитель губернатора Олег Чемезов. Директором департамента был назначен Владимир Сысоев, а Вадим Шумков в апреле 2004 года был назначен заместителем директора. С апреля 2005 года — в аппарате губернатора Тюменской области.

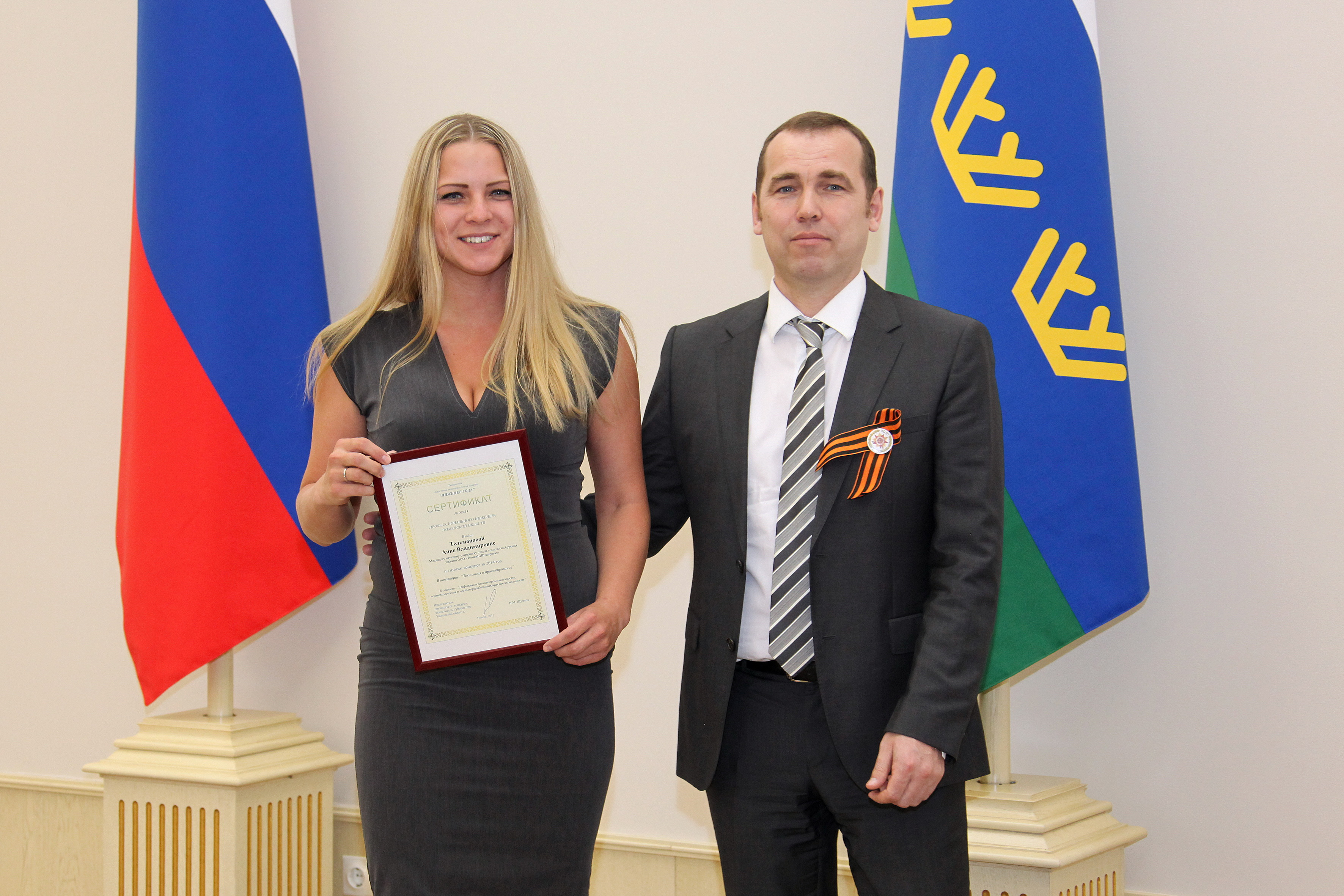
Анна Тельманова и Вадим Шумков, май 2015 года

В июле 2006 года решением губернатора Владимира Якушева в структуре администрации Тюменской области создан департамент инвестиционной политики и государственной поддержки предпринимательства Тюменской области. Вадим Шумков был назначен директором департамента. С осени 2010 года по 13 октября 2011 года вёл блог на платформе «Живого Журнала».
Вице-губернатор
22 ноября 2012 года губернатор Тюменской области Владимир Якушев назначил Шумкова своим заместителем по вопросам деятельности областного департамента лесного комплекса (при этом до 26 октября 2015 года Шумков сохранял и свою прежнюю должность). В дальнейшем контролировал департаменты инвестиционной политики, экономики и лесного комплекса, координировал взаимодействие с федеральными министерствами — иностранных дел, экономического развития, промышленности и торговли.
В 2015—2016 годах организовал строительство в с. Шастово часовни в честь Сошествия Святого Духа на апостолов в память воинов за Веру, Отечество и народ жизнь свою положивших.
Участник второго набора программы развития кадрового управленческого резерва Высшей школы государственного управления Российской академии народного хозяйства и государственной службы при президенте Российской Федерации (2017 год).

## Губернатор Курганской области
Указом президента Российской Федерации Владимира Владимировича Путина от 2 октября 2018 года назначен временно исполняющим обязанности губернатора Курганской области.

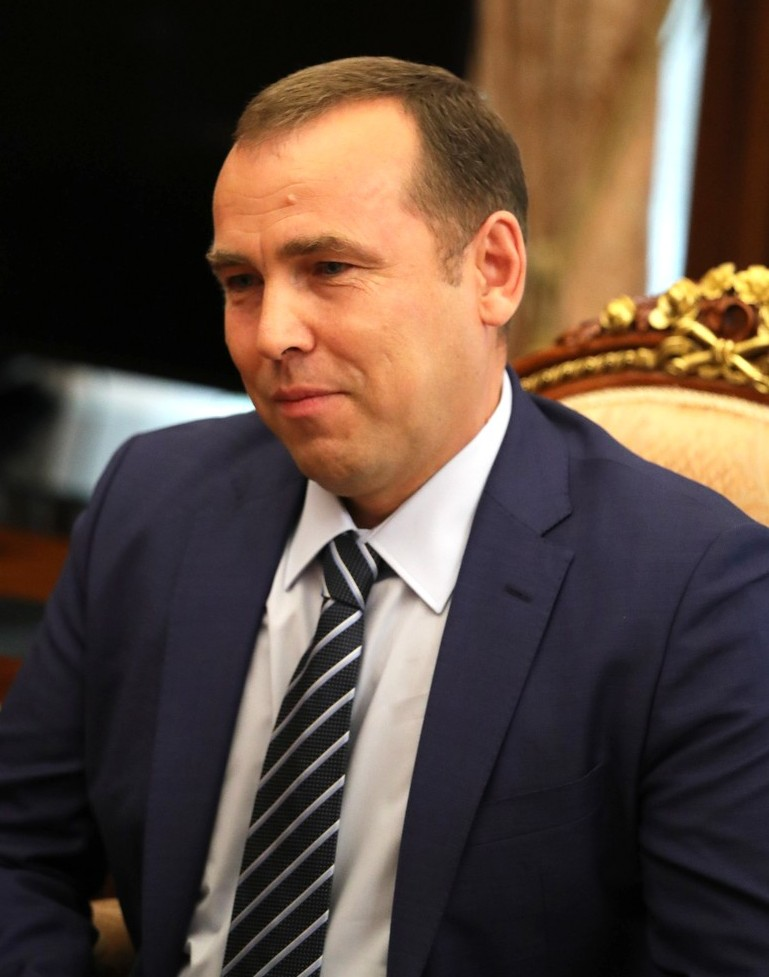
Вадим Шумков, октябрь 2018 года

В исследовании, проведённом весной 2019 года, Центр политической конъюнктуры (ЦПК) России назвал В. М. Шумкова «жёстким и бескомпромиссным антикризисным менеджером» и самым жёстким из действующих врио Губернаторов регионов России. По мнению экспертов ЦПК, Шумков решил противопоставить себя предыдущему руководству области по целому ряду направлений: начал работу с решения конкретных вопросов, которые «вызывали наибольшее раздражение у населения и связывались с недоработками или слабостью» предыдущего губернатора. Он сократил областной чиновничий аппарат, ликвидировал ряд юрлиц, имевших бюрократическую природу (годовая экономия 80 млн руб), ликвидировал задолженность области по региональному материнскому капиталу в объеме 200 млн рублей, назначил 6000 областных стипендий для малоимущих студентов, ввёл областные субсидии для семей врачей, работающих в области, равные федеральным, опережающими темпами решает «мусорную» и дорожную проблемы, создал Территорию опережающего социально-экономического развития (ТОСЭР) в городе Катайске.
В Единый День голосования 8 сентября 2019 года в первом туре выборов Губернатора Курганской области он одержал победу. В голосовании приняли участие 296705 избирателей, что составляет 42,58 % от числа избирателей, внесенных в списки избирателей на момент окончания голосования. Голоса распределились следующим образом: Шумков Вадим Михайлович (в порядке самовыдвижения) получил 239902 голоса избирателей что составляет 80,86 %, Сидоров Яков Семенович (КПРФ) — 9,7 %, Майборода Татьяна Юрьевна («Справедливая Россия») — 4,7 %, Ярушин Юрий Владимирович (ЛДПР) — 3,33 %.
10 сентября 2019 года Шумков объявил о продлении им на новый срок полномочий сенатора от исполнительной власти Курганской области Елены Перминовой (помимо неё, до выборов он называл своими возможными кандидатами в члены Совета Федерации Сергея Лисовского и начальника финансового управления области Константина Ермакова).
18 сентября 2019 года в 14:00 в Большом зале Курганской областной филармонии состоялась инаугурация избранного губернатора Курганской области.
Срок его полномочий завершится в 2024 году.
Вадим Михайлович Шумков — беспартийный.
25 октября 2019 года полиция начала проверку по заявлению директора Сибирско-Уральской энергетической компании (СУЭНКО) Данилы Анучина, обвинившего блогера Илью Винштейна в нарушении статьи 282 Уголовного Кодекса Российской Федерации (Возбуждение ненависти либо вражды, а равно унижение человеческого достоинства) и 20.3 КОАП (Пропаганда либо публичное демонстрирование нацистской атрибутики или символики) по факту публикации сатирического ролика в социальной сети ВКонтакте, где сцена совещания у Адольфа Гитлера из фильма «Бункер» была снабжена субтитрами, имитирующими совещание у губернатора Шумкова.
С 27 января по 21 декабря 2020 — член президиума Государственного Совета Российской Федерации.

## Награды
- Орден Дружбы (10 сентября 2021 года) — за большой вклад в социально-экономическое развитие Курганской области и многолетнюю добросовестную работу[33].
- Медаль ордена «За заслуги перед Отечеством» II степени, 2015 год[34].
- Наградное холодное оружие, март 2021 года, приказом министра по делам гражданской обороны, чрезвычайным ситуациям и ликвидации последствий стихийных бедствий[35].
- Почётное звание «Почётный работник органов государственной власти и местного самоуправления Тюменской области».
- Почётная грамота Министерства промышленности и торговли Российской Федерации.
- Почётная грамота Губернатора Тюменской области, «За личный вклад в развитие и совершенствование системы государственного управления в Тюменской области, безупречную и эффективную гражданскую службу», 2013 год[36].
- Почётная грамота Тюменской областной Думы, «За значительный вклад в работу механизмов, стимулирующих инвестиционную деятельность в Тюменской области, и эффективную реализацию областных целевых программ, направленных на привлечение в регион инвестиций и инвесторов», 2014 год.
- Почётная грамота Президента Общероссийской общественная организация малого и среднего предпринимательства «Опора России» А. С. Калинина, «За вклад в развитие малого и среднего предпринимательства России», 2015 год.
- Премия Союза журналистов, как самый открытый для СМИ чиновник, медиафорум «Инфорум», 28 мая 2019 года[37].

## Доходы
- Общая сумма декларированного дохода за 2017 год составила 10 млн 509 тыс. рублей, супруги — 1 млн 335 тыс. рублей[34].
- Зарплата губернатора в Курганской области за 2019 год составила 3 млн 525 тыс. рублей и почти 660 тыс. рублей, поступило ему с предыдущего места работы, из правительства Тюменской области, в рамках расчетов по итогам предыдущего года. Жена не получила доход, она занималась малолетними детьми, проживающими вместе с отцом в Кургане[38].

## Санкции
24 февраля 2023 года Госдепом США Шумков включён в санкционный список лиц причастных к «осуществлению российских операций и агрессии в отношении Украины, а также к незаконному управлению оккупированными украинскими территориями в интересах РФ», в частности за «призыв граждан на войну в Украине».
1 апреля 2023 года внесён в санкционный список Украины как «глава государственного органа, осуществлявший поддержку/поощрение/публичное одобрение политики РФ, направленной на проведение военных действия и геноцид гражданского населения в Украине».

## Семья
Вадим Шумков женат на Ольге Викторовне Шумковой. В семье четверо детей: два сына и две дочери. Старший сын Иван уволился в запас после срочной службы в армии, служил в президентском полку, у него есть сестра-близнец Мария. Она живёт в Москве и учится в РАНХиГС по специальности «экономика и иностранные языки». Младшие дети, Александр и Дарья, школьники.
Его бабушка в годы Великой Отечественной войны была председателем Шастовского сельсовета, по другим данным, председателем колхоза в селе Шастово.
Его прадед (отец отчима его отца), капрал 2-го пехотного полка австро-венгерской армии Андреас Яловицки, попал в русский плен осенью 1914 года.

## Взгляды
Нравится всё, что связано с Россией, с природой, историей, культурой, древними традициями.
Я всегда подчеркиваю, что я русский человек. Очень люблю баню. Очень большой интерес питаю к истории. И к истории родной Курганской области, и к истории России, и к международным отношениям. 
Любит читать книги по истории, смотреть документально-исторические фильмы об истории России. Отпуск предпочитает проводить в родной деревне в Курганской области.

Шумков неоднократно высказывал конспирологические взгляды на искусственные причины пандемии COVID-19. А кроме того отметился рядом высказываний, которые были оценены издание «7×7. Горизонтальная Россия», как «странные». И рядом других, не менее одиозных и безосновательных предположений:
Недооценка значимости родной национальной культуры, своих родных корней, национальных традиций чревата… Она оборачивается тем, что многие наши дети, внуки народа-победителя уже растут не зная и не помня своего роду-племени, напевая песни, написанные потомками афроамериканских рабов, нередко обезьянничая и подражая в повадках, языке, наполняясь откровенно второсортной квазикультурной пошлятиной. Цепляясь за эту вторичность, гордясь ею… Отсюда рост откровенной духовной пустоты, депрессий, суицидов. Отсутствие смысла жизни…